# Sidi Brahim
Sidi Brahim är en ort i Algeriet.   Den ligger i provinsen Sidi Bel Abbès, i den norra delen av landet, 400 km sydväst om huvudstaden Alger. Sidi Brahim ligger 437 meter över havet och antalet invånare är 10 371.
Terrängen runt Sidi Brahim är platt åt sydost, men åt nordväst är den kuperad. Runt Sidi Brahim är det ganska tätbefolkat, med 72 invånare per kvadratkilometer. Närmaste större samhälle är Sidi Bel Abbès, 9,7 km sydväst om Sidi Brahim. Trakten runt Sidi Brahim består till största delen av jordbruksmark.